# 1977年電子遊戲界

## 事件
- 艾格尼丝·金在美国宾夕法尼亚州普鲁士王市普鲁士王购物中心的一家售卖亭，开设了首个电子精品店，贩售晶体管收音机和计算器[1]。
- 雅达利开设首家Pizza Time Theater（后来的Chuck E. Cheese's(出奇老鼠)），这一将街机和披萨结合的构思由雅达利共同创办人诺兰·布什内尔提出。诺兰在6月以50万美金从雅达利手中购回Pizza Time Theater的权利[2]。
- 世嘉收购投币式“墙壁游戏”的重要开发商Gremlin产业[3]。
- 中村製作所正式易名南梦宫，并在香港建立其首家非日本子公司南港企業亞洲有限公司[4]。
- 美国电子游戏零售市场估价2100万美元[5]。
- 电子游戏产业总估价4亿美元[6]。

## 知名发行

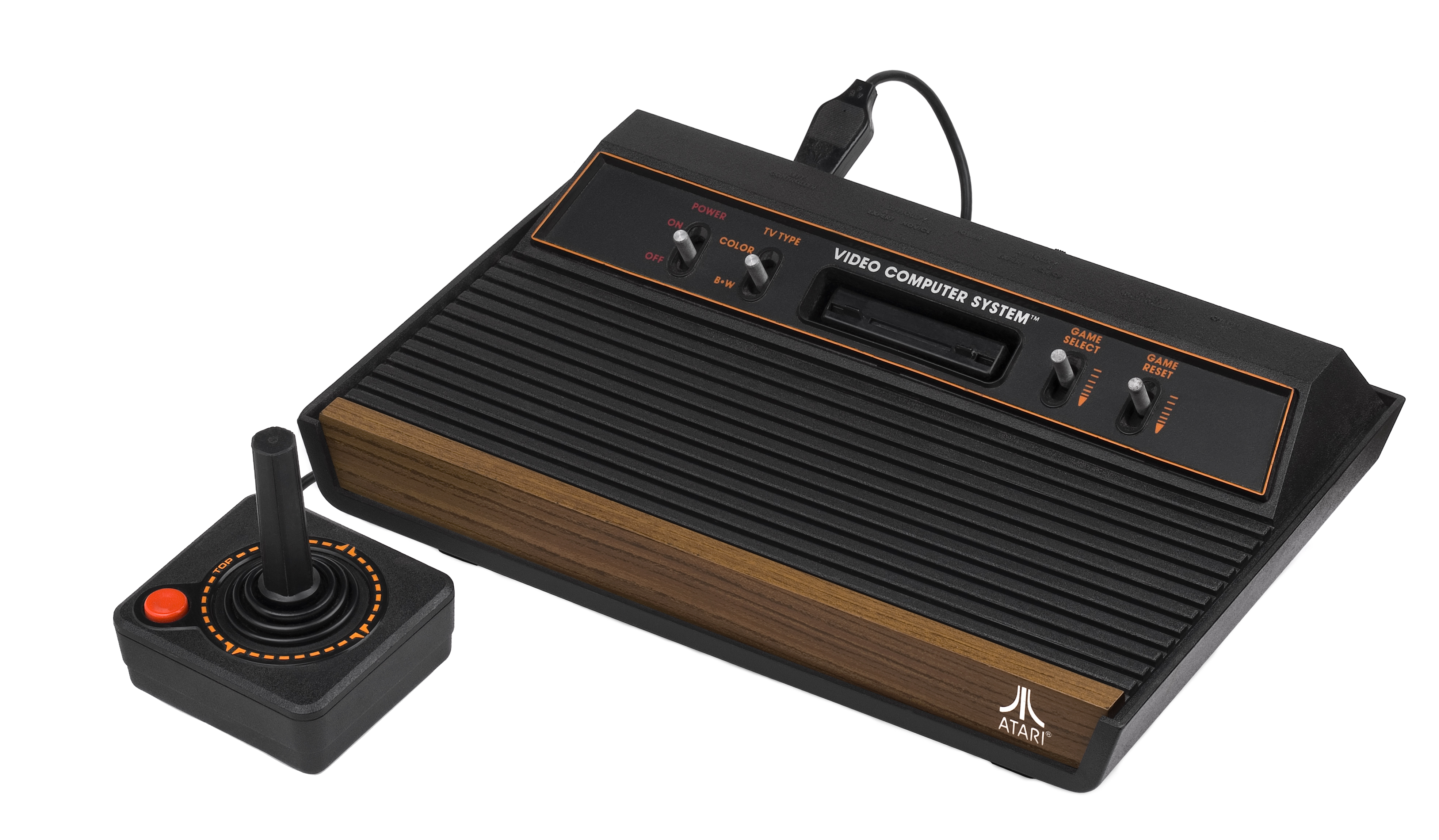
雅达利视频电脑系统，第二世代最成功的电子游戏机

### 游戏机
- Coleco发行了一系列新Telstar游戏机型号：Telstar Alpha、Telstar Colormatic、Telstar Regent、Telstar Ranger、Telstar Galaxy和Telstar Combat。大多系统和原型号差别不大，如采用新控制器类型（如Ranger的光线枪，Galaxy的摇杆）[7]。
- 任天堂发行了专用游戏机Color TV-Game 6，收录6款《轻网球》（《乓》的仿制品）变种。系统硬件部分大多由任天堂合作伙伴三菱生产[8]。
- 巴利技术通过邮购零售商JS&A National Sales Group，发行了巴利家庭图书馆电脑（Astrocade）。但因系统生产延期，直到次年才真正出货[9]。
- RCA公司在一月发行游戏机Studio II[10]。
- 9月11日，雅达利发行视频电脑系统（Video Computer System，簡稱VCS，后称雅达利2600），有9款首发游戏随之推出[11]。

### 游戏
- Cinematronics在矢量图形街机上发行了拉里·罗森塔尔的《Space Wars》[12]。
- 蒂姆·安德森、马克·布莱克、布鲁克·丹尼尔斯和戴夫·列柏龄，后来Infocom的创办人，在麻省理工学院计算机科学实验室的PDP-10上开发了第一版《魔域》[13]。
- 克尔顿·芬灵在弗吉尼亚大学读博期间，开始开发文字空战游戏《Air》。游戏成为首款大型多人在线游戏——1987年《Air Warrior》——的早期先驱[14]。